# 向原站 (廣島縣)
- 關於都電荒川線的電車站，請見「向原停留場」。
- 關於在建設路線時使用臨時名稱為「向原站」的車東京地下鐵有樂町線、副都心線和西武有樂町線車站，請見「小竹向原站」。

向原站（日语：／ Mukaihara eki */?）是位於廣島縣安藝高田市向原町坂73番，西日本旅客鐵道（JR西日本）的藝備線車站。
此站是前向原町代表車站，有較多乘客使用此站。此站為快速「三次快車」停車站。此站曾經是急行列車停車站。

## 歷史
- 1915年（大正4年）4月28日 - 藝備鐵道（日语：芸備鉄道）東廣島站（第一代，不是現時山陽新幹線車站）至志和地站開業，此站啟用。
  - 當時車站地址為廣島縣高田郡坂村。
- 1929年（昭和4年）4月1日 - 隨著向原村（日语：向原町）成立，車站地址變為廣島縣高田郡向原村坂。
- 1937年（昭和12年）
  - 4月1日 - 向原村實施町制，向原村改名為向原町（日语：向原町），車站地址變為廣島縣高田郡向原町坂。
  - 7月1日 - 藝備鐵道被國有化，備中神代站至廣島站之間成為藝備線。此站成為藝備線車站。
- 1971年（昭和46年）12月10日 - 結束貨物起卸業務[1]。
- 1986年（昭和61年）3月26日 - 現時的車站大樓竣工。
- 1987年（昭和62年）4月1日 - 伴隨國鐵分割民營化，車站由西日本旅客鐵道（JR西日本）營運。
- （日期不詳） - 成為業務委託車站。委托JR西日本廣島Maintec（日语：JR西日本広島メンテック）負責車站業務。
- 1997年（平成9年） - 綠色窗口開始營業。
- 2002年（平成14年）10月5日 - 實施時間表修正，此站成為快速列車（後來為「通勤快車」）停車站。
- 2003年（平成15年）10月1日 - 實施時間表修正，此站成為快速「三次快車」停車站。
- 2004年（平成16年）3月1日 - 隨著安藝高田市成立，車站地址變成廣島縣安藝高田市向原町坂。
- 2007年（平成19年）7月1日 - 實施時間表修正，急行「三次」和快速「通勤快車」（均停此站）全部廢止整止，並整合至快速「三次快車」。
- 2018年（平成30年）7月6日 - 發生豪雨，使此站暫停營業。
- 2019年（平成31年）4月4日 - 三次站至中三田站之間暫定重開[2]。

## 車站構造

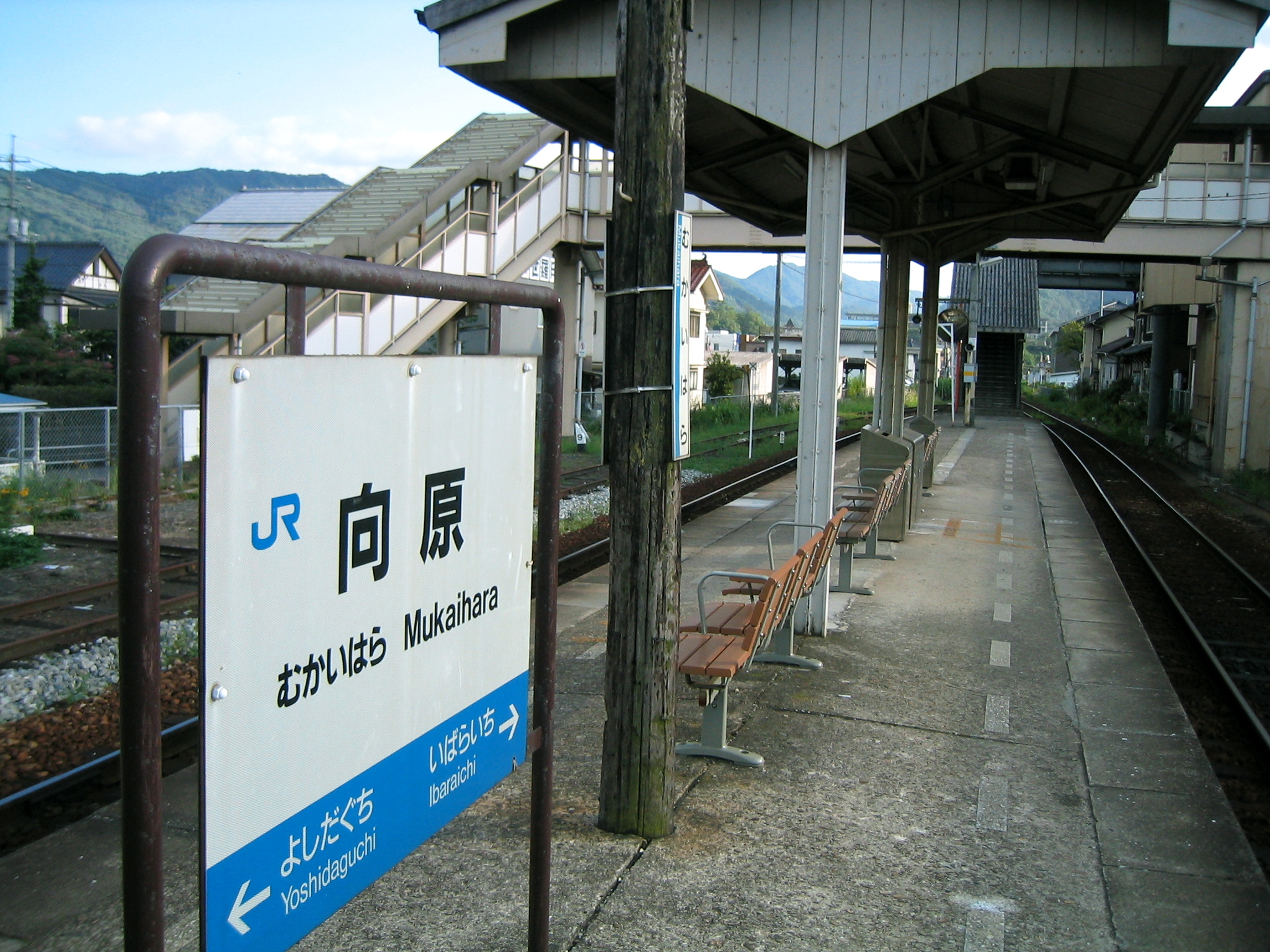
月台

車站是一座地面車站，設有1面2線的島式月台，可進行列車交會。車站大樓位於路線西邊，由於大樓內設有超級市場和安藝高田市地場產業振興中心，因此大樓規模比較大。大樓與月台之間設有跨線橋連接。
此站是由廣島站管理的業務委託車站，委托JR西日本廣島Maintec負責車站業務。車站設有綠色窗口和簡易型售票機。

### 月台
| 月台 | 路線   | 上下行 | 方向             |
| ---- | ------ | ------ | ---------------- |
| 1    | 藝備線 | 上行   | 甲立、三次方向   |
| 2    | 藝備線 | 下行   | 志和口、廣島方向 |

截至2016年3月，月台上設有月台編號牌。

## 使用狀況
以下為近年1日平均乘車人次列表。
| 年度               | 1日平均 乘車人次 | 參考資料    |
| ------------------ | ---------------- | ----------- |
| 2002年（平成14年） | 468              | [ 3 ]       |
| 2003年（平成15年） |                  |             |
| 2004年（平成16年） |                  |             |
| 2005年（平成17年） | 343              | [ 4 ]       |
| 2006年（平成18年） | 350              | [ 4 ]       |
| 2007年（平成19年） | 353              | [ 4 ]       |
| 2008年（平成20年） |                  |             |
| 2009年（平成21年） | 349              | [ 5 ]       |
| 2010年（平成22年） | 347              | [ 5 ]       |
| 2011年（平成23年） | 341              | [ 5 ] [ 6 ] |
| 2012年（平成24年） | 342              | [ 5 ] [ 6 ] |
| 2013年（平成25年） | 349              | [ 5 ] [ 6 ] |
| 2014年（平成26年） | 327              | [ 5 ] [ 6 ] |
| 2015年（平成27年） | 335              | [ 5 ] [ 6 ] |
| 2016年（平成28年） | 319              | [ 5 ] [ 6 ] |
| 2017年（平成29年） | 308              | [ 6 ]       |

## 車站周邊
- 安藝高田市立向原中學
- 安藝高田市立向原小學
- 廣島縣立向原高等學校（日语：広島県立向原高等学校）
- 安藝高田市政廳 向原分所（前・向原町公所）
- 向原郵局
- 廣島銀行向原分店
- EDION（日语：エディオン）向原店
- 高嶽山
- 平畝山

## 相鄰車站
西日本旅客鐵道（JR西日本）
 藝備線
■快速「三次快車」
甲立－向原－志和口
■普通
吉田口－向原－井原市

## 注腳
1. ↑  「戸坂など七駅を無人化」『中國新聞』昭和46年10月23日広島版 8面
2. ↑  . www.westjr.co.jp.   [2019-04-03]. （原始内容存档于2019-04-03） （日语）.
3. ↑  「飲食・小売の出店を科学する出店戦略情報局」之存檔數據
4. 1 2 3   (PDF). 安芸高田市. 2009年3月  [2016-10-12]. （原始内容存档 (PDF)于2016-10-12） （日语）.
5. 1 2 3 4 5 6 7 8   (PDF). 安芸高田市. 2018年1月  [2020-07-06]. （原始内容存档 (PDF)于2020-09-27） （日语）.
6. 1 2 3 4 5 6 7  國土數値情報 不同站的上下車人次數據

## 外部連結
- 向原｜車站資訊：JR出門網 - 西日本旅客鐵道（日語）